# Сельцо Поповка
сельцо Поповка — населенный пункт в Кимрском районе Тверской области. Входит в состав Приволжского сельского поселения.

## География
Находится в юго-восточной части Тверской области на расстоянии приблизительно 14 км на север-северо-восток по прямой от районного центра города Кимры на правом берегу реки Хотча у впадения её в Волгу.

## История
В 1859 году здесь (погост Калязинского уезда Тверской губернии) было учтено 5 дворов.

## Население
Численность населения: 6 человек в 2010.